# Férfi 4 × 400 méteres váltófutás a 2024. évi nyári olimpiai játékokon
A 2024. évi nyári olimpiai játékokon az atlétika férfi 4 × 400 méteres váltófutás versenyszámának előfutamait augusztus 9-én, döntőjét augusztus 10-én rendezték a Párizsban a Stade de France-ban. Az aranyérmet az amerikai csapat nyerte új olimpiai csúccsal.
Ez a versenyszám 26. alkalommal szerepelt az olimpiai programban.

## Rekordok
A versenyt megelőzően a következő rekordok voltak érvényben:
| Világrekord                  | Egyesült Államok (USA) · Andrew Valmon, Quincy Watts, Butch Reynolds, Michael Johnson  | 2:54,29 | Stuttgart, Németország            | 1993. augusztus 22. |
| Olimpiai rekord              | Egyesült Államok (USA) · LaShawn Merritt, Angelo Taylor, David Neville, Jeremy Wariner | 2:55,39 | Peking, Kína                      | 2008. augusztus 23. |
| Világ legjobb idei eredménye | Texas A&M Aggies Jevon O'Bryant, Cutler Zamzow, Kimar Farquharson, Auhmad Robinson     | 2:58,37 | Eugene, Amerikai Egyesült Államok | 2024. június 7.     |

A döntőben új rekord született.
| Olimpiai rekord | Egyesült Államok (USA) · Christopher Bailey, Vernon Norwood, Bryce Deadmon, Rai Benjamin | 2:54,43 | Párizs, Franciaország | 2024. augusztus 10. |

## Eredmények
Az időeredmények perc:másodpercben értendők. A rövidítések jelentése a következő:
| - WR: világrekord - OR: olimpiai rekord - AR: kontinens rekord - NR: országos rekord | - SB: 2024-ben az addigi legjobb eredménye - Q: helyezés alapján továbbjutott - q: időeredmény alapján továbbjutott - DQ: kizárták |

### Előfutamok
Minden előfutam első három helyezettje automatikusan a döntőbe jutott. Az összesített eredmények alapján további két csapat jutott a döntőbe.
1. előfutam
| H  | Pálya | Nemzet             | Versenyzők                                                               | Eredmény | Mj    |
| -- | ----- | ------------------ | ------------------------------------------------------------------------ | -------- | ----- |
| 1. | 6     | Botswana           | Letsile Tebogo, Busang Kebinatshipi, Anthony Pesela, Bayapo Ndori        | 2:57,76  | Q, SB |
| 2. | 8     | Nagy-Britannia     | Samuel Reardon, Matthew Hudson-Smith, Toby Harries, Charlie Dobson       | 2:58,88  | Q, SB |
| 3. | 4     | Egyesült Államok   | Quincy Wilson, Vernon Norwood, Bryce Deadmon, Christopher Bailey         | 2:59,15  | Q     |
| 4. | 7     | Japán              | Nakadzsima Juki Joseph, Kavabata Kaitó, Szató Fúga, Szató Kentaró        | 2:59,48  | q, NR |
| 5. | 2     | Zambia             | Patrick Kakozi Nyambe, Kennedy Luchembe, David Mulenga, Muzala Samukonga | 3:00,08  | q     |
| 6. | 5     | Németország        | Jean Paul Bredau, Marc Koch, Manuel Sanders, Emil Agyekum                | 3:00,29  | SB    |
| 7. | 3     | Lengyelország      | Maksymilian Szwed, Karol Zalewski, Daniel Sołtysiak, Kajetan Duszyński   | 3:01,21  | SB    |
| 8. | 9     | Trinidad és Tobago | Renny Quow, Jereem Richards, Jaden Marchan, Shakeem McKay                | 3:06,73  |       |

2. előfutam
| H  | Pálya | Nemzet                  | Versenyzők                                                           | Eredmény | Mj     |
| -- | ----- | ----------------------- | -------------------------------------------------------------------- | -------- | ------ |
| 1. | 3     | Franciaország           | Muhammad Abdallah Kounta, Gilles Biron, Téo Andant, Fabrisio Saïdy   | 2:59,53  | Q, SB  |
| 2. | 7     | Belgium                 | Jonathan Sacoor, Dylan Borlée, Florent Mabille, Kévin Borlée         | 2:59,84  | Q, =SB |
| 3. | 5     | Olaszország             | Luca Sito, Vladimir Aceti, Alessandro Sibilio, Edoardo Scotti        | 3:00,26  | Q, SB  |
| 4. | 2     | India                   | Muhammed Anas, Muhammad Ajmal Variyathodi, Amoj Jacob, Rajesh Ramesh | 3:00,58  | SB     |
| 5. | 4     | Brazília                | Lucas Carvalho, Lucas Vilar, Douglas Mendes, Matheus Lima            | 3:00,95  | SB     |
| 6. | 9     | Spanyolország           | Iñaki Cañal, Óscar Husillos, David García Zurita, Julio Arenas       | 3:01,60  |        |
| 7. | 6     | Dél-afrikai Köztársaság | Gardeo Isaacs, Zakithi Nene, Antonie Nortje, Lythe Pillay            | 3:03,19  | qR     |
|    | 8     | Nigéria                 | Ifeanyi Emmanuel Ojeli, Ezekiel Nathaniel, Dubem Amene, Chidi Okezie | DQ       |        |

### Döntő
| H     | Pálya | Nemzet                  | Versenyzők                                                                | Eredmény | Mj |
| ----- | ----- | ----------------------- | ------------------------------------------------------------------------- | -------- | -- |
| Arany | 4     | Egyesült Államok        | Christopher Bailey, Vernon Norwood, Bryce Deadmon, Rai Benjamin           | 2:54,43  | OR |
| Ezüst | 6     | Botswana                | Bayapo Ndori, Busang Kebinatshipi, Anthony Pesela, Letsile Tebogo         | 2:54,53  | AR |
| Bronz | 7     | Nagy-Britannia          | Alex Haydock-Wilson, Matthew Hudson-Smith, Lewis Davey, Charlie Dobson    | 2:55,83  | AR |
| 4.    | 5     | Belgium                 | Jonathan Sacoor, Dylan Borlée, Kévin Borlée, Florent Mabille              | 2:57,75  | NR |
| 5.    | 1     | Dél-afrikai Köztársaság | Gardeo Isaacs, Zakithi Nene, Lythe Pillay, Antonie Matthys Nortje         | 2:58,12  | NR |
| 6.    | 2     | Japán                   | Nakadzsima Juki Joseph, Kavabata Kaitó, Szató Fúga, Szató Kentaró         | 2:58,33  | AR |
| 7.    | 9     | Olaszország             | Luca Sito, Vladimir Aceti, Edoardo Scotti, Alessandro Sibilio             | 2:59,72  | SB |
| 8.    | 3     | Zambia                  | Patrick Kakozi Nyambe, Kennedy Luchembe, Chanda Mulenga, Muzala Samukonga | 3:02,76  |    |
| 9.    | 8     | Franciaország           | Muhammad Abdallah Kounta, Gilles Biron, Téo Andant, Fabrisio Saïdy        | 3:07,30  |    |